# Mi amor, mi novia (película de 2014)
Mi amor, mi novia ( 나의 사랑 나의 신부 (), conocida en Estados Unidos como My Love, My Bride, es una película de comedia romántica surcoreana de 2014 protagonizada por Jo Jung-suk y Shin Min-ah .
Está basada en la película homónima protagonizada por Park Joong-hoon y Choi Jin-sil y dirigida y escrita por Lee Myung-See.

## Trama
La película narra las aventuras y desventuras de Young-min y Mi-young como pareja, tanto juntos como de manera independiente, tras su boda al acabar la universidad. Después del período de luna de miel, comienzan a discutir entre ellos de distintos temas sin sentido, comenzando a crecer la tensión hasta tocar temas como el dinero, el hambre y el sexo, mientras luchan por hacer que su matrimonio funcione. Terminando en que Young-min y Mi-young comprenden gradualmente qué es realmente el amor.

## Elenco
- Jo Jung-suk como Young-min
- Shin Min-ah como Mi-young
- Yoon Jung-hee como Seung-hee
- Bae Seong-woo como Dal-soo
- Ra Mi-ran como Señora
- Jeon Moo-song como Pan Hae-il
- Lee Si-eon como Ki-tae
- Ko Kyu-pil como Jeong-jin
- Seo Kang-joon como Joon-soo
- Hwang Jeong Min
- Seo Shin-ae como Jae-kyung
- Yoo Ha-joon como Choi Seong-woo
- Kwon Hyuk-soo como repartidor de restaurante de carne de cerdo

## Recaudación
Mi amor, Mi novia fue lanzada el 8 de octubre de 2014 en su país de origen. Obtuvo 787.535 entradas después de cinco días en los cines, lo que la convierte en la primera comedia romántica en ocupar el primer lugar en la taquilla de Corea del Sur ese año. La película encabezó la taquilla durante dos semanas consecutivas, ganando 11.3 billones de Wones (10.6 Millones de dólares) de 1,44 millones de entradas. Alcanzó los 2 millones de entradas en su cuarta semana.

## Premios y nominaciones
| Año  | Premio                           | Categoría                | Recipiente                                                                                         | Resultado |
| ---- | -------------------------------- | ------------------------ | -------------------------------------------------------------------------------------------------- | --------- |
| 2014 | 35 ° Premios de Cine Dragón Azul | Mejor actriz de reparto. | rowspan="" style="background-color:none;color:black; text-align:center; vertical-align:middle;" \| |           |